# Mietvilla Alexander Egerland
Die Mietvilla Alexander Egerland steht im Ursprungsstadtteil der sächsischen Stadt Radebeul, in der Eduard-Bilz-Straße 9.

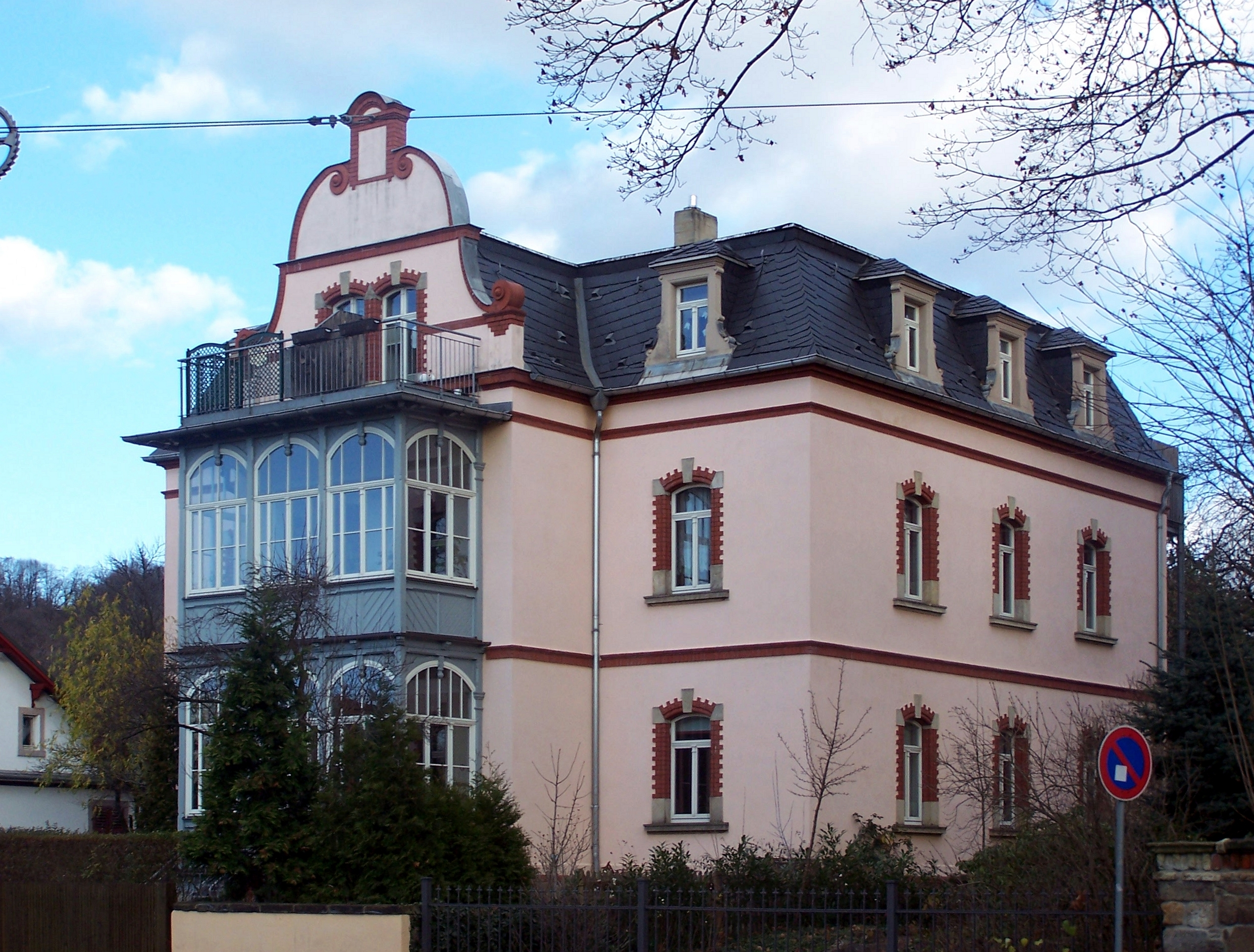
Mietvilla Alexander Egerland

## Beschreibung
Die zweigeschossige, unter Denkmalschutz stehende Mietvilla hat einen Bruchsteinsockel und ein ausgebautes, ehemals schiefergedecktes Mansarddach mit einer Dachplattform.
Das Wohngebäude hat einen regelmäßigen Aufriss. In der Straßenansicht steht mittig ein kräftiger, dreigeschossiger Risalit mit Volutengiebel, vor dem Risalit steht eine zweigeschossige Holzveranda. Der Putzbau hat Gesimsgliederungen, die Fenster werden durch rote Ziegelsteine mit Sandstein-Ziersteinen eingefasst. Die Dachgaubenfenster werden durch Sandsteingewände eingefasst.

## Geschichte
Der Grundstückseigentümer Alexander Egerland, der auf dem nach Süden benachbarten Eckgrundstück Meißner Straße 96 ein Mietshaus errichtete, ließ sich 1897 durch den dort für ihn arbeitenden Baumeister Gustav Röder diese Mietvilla entwerfen und errichten.
Spätestens Anfang der 1920er Jahre wohnte dort der Malermeister Richard Lämmel, Zunftmeister der Radebeuler Malerinnung. Im Jahr 1922 begehrte der 1906 geborene Albert Patitz aus Dresden, Sohn des Baugewerken Hermann Patitz, mit der Tochter Erna spazieren gehen zu dürfen. Im August 1927 kam es zur Verlobung, und am 1. September 1930 zog der fertig ausgebildete Architekt in das Haus der Schwiegereltern. Im Dezember 1932 kam es zur Heirat, und Albert Patitz betrieb dort am Wohnsitz auch sein Architekturbüro.